# Natuurpark Sintra-Cascais

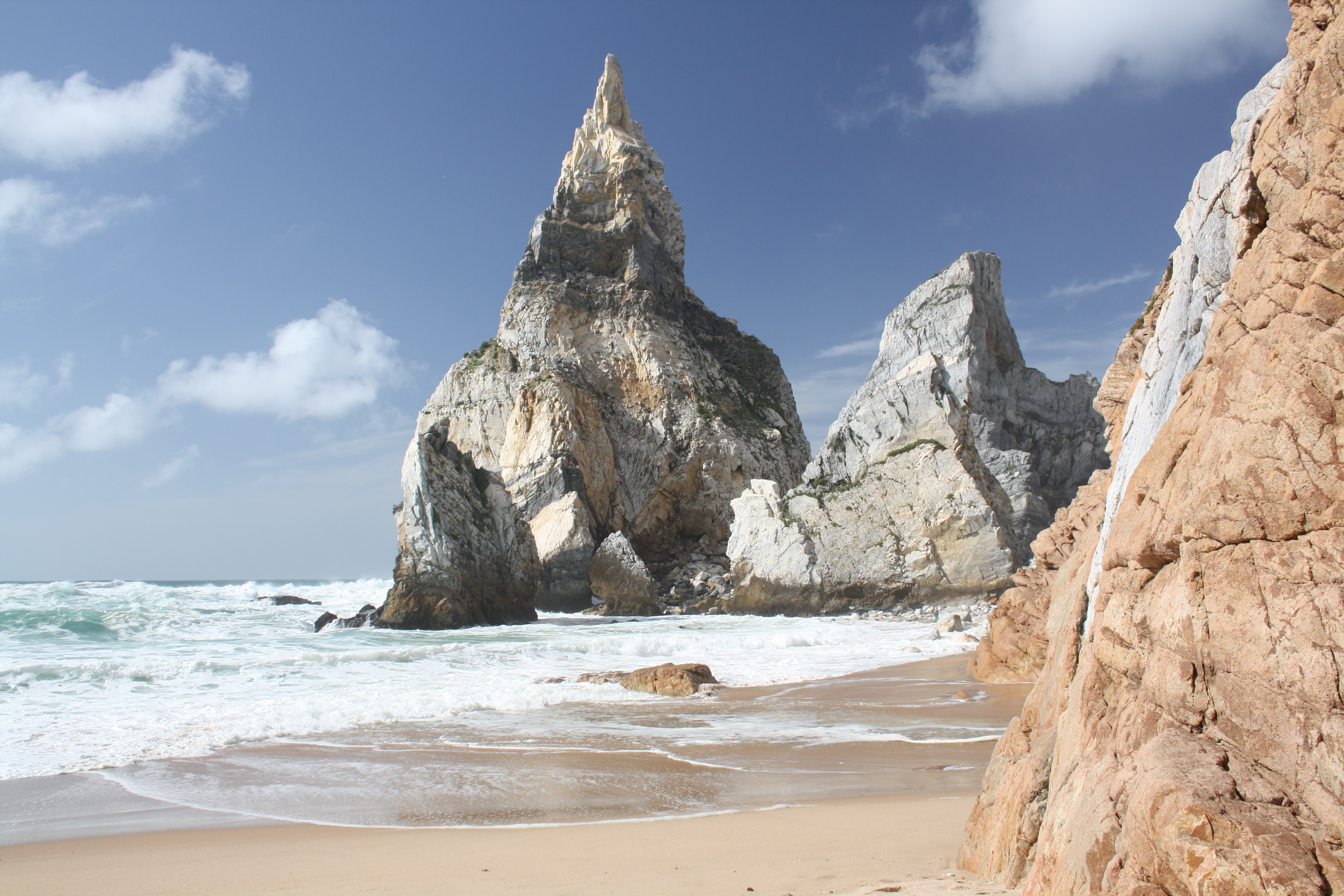
Praia da Ursa

Het Natuurpark Sintra-Cascais (Portugees: Parque natural de Sintra-Cascais) is een natuurpark in Portugal. Het werd beschermd in 1981, draagt sinds 1994 de titel natuurpark en is 69871 hectare groot. Het park omvat kustlijn met stranden en kliffen (onder andere Cabo da Roca) en de beboste heuvels van de Serra de Sintra (met als hoogste punt 528 meter).